# Tryphon relator
Tryphon relator är en stekelart som först beskrevs av Carl Peter Thunberg 1822.  Tryphon relator ingår i släktet Tryphon och familjen brokparasitsteklar. Arten är reproducerande i Sverige. Inga underarter finns listade i Catalogue of Life.